# Agnasjön (Mistelås socken, Småland)
Agnasjön är en sjö i Alvesta kommun i Småland och ingår i Mörrumsåns huvudavrinningsområde. Sjön har en area på 0,0897 kvadratkilometer och ligger 180 meter över havet. Sjön avvattnas av vattendraget Hjortsbergaån (Skaddeån). Vid provfiske har abborre och mört fångats i sjön.

## Delavrinningsområde
Agnasjön ingår i det delavrinningsområde (631087-141793) som SMHI kallar för Ovan 630999-141831. Medelhöjden är 193 meter över havet och ytan är 62,55 kvadratkilometer. Det finns inga avrinningsområden uppströms utan avrinningsområdet är högsta punkten. Hjortsbergaån (Skaddeån) som avvattnar avrinningsområdet har biflödesordning 2, vilket innebär att vattnet flödar genom totalt 2 vattendrag innan det når havet efter 105 kilometer. Avrinningsområdet består mestadels av skog (71 procent) och jordbruk (12 procent). Avrinningsområdet har 0,27 kvadratkilometer vattenytor vilket ger det en sjöprocent på 0,4 procent.